# 로버트 스티븐슨 (영화 감독)
로버트 스티븐슨(Robert Stevenson, 1905년 3월 31일 ~ 1986년 4월 30일)은 잉글랜드의 영화 감독이다.